# Рожичная (Оратовский район)
Рожичная (укр. Рожична) — село на Украине, находится в Оратовском районе Винницкой области.
Код КОАТУУ — 0523184301. Население по переписи 2001 года составляет 408 человек. Почтовый индекс — 22650. Телефонный код — 4330.
Занимает площадь 1,79 км².

## Адрес местного совета
22650, Винницкая область, Оратовский р-н, с. Рожичная, ул. Софии Козловой, 8